# Robert Vivier
Robert Vivier (* 16. Mai 1894 in Chênée, Lüttich; † 6. August 1989 in La Celle-Saint-Cloud) war ein belgischer Dichter, Schriftsteller, Romanist und Italianist.

## Leben und Werk
Vivier promovierte 1924 in Lüttich über L'Originalité de Baudelaire (Brüssel 1926, 1952) und war von 1929 bis 1964 als Nachfolger von Auguste Doutrepont ebenda Inhaber des Lehrstuhls für italienische Sprache und Literatur. Von 1964 bis 1967 lehrte er an der Sorbonne französischsprachige Literatur Belgiens. Ab 1950 war er als Nachfolger von Maurice Maeterlinck literarisches Mitglied der Académie royale de Belgique (Nachfolger: Henry Bauchau).

Robert Vivier war der Adoptivvater des Vulkanologen Haroun Tazieff (1914–1998). Er war ein Leben lang mit Marcel Thiry befreundet.

## Weitere Werke